# Oxsätra och Sävastebo
Oxsätra och Sävastebo är en av SCB avgränsad och namnsatt småort i Uppsala kommun. Småorten omfattar bebyggelse i de två sammanväxta byarna i Bälinge socken cirka 25 km nordväst om Uppsala och fem kilomter nordväst om Bälinge.  
Strax söder om Oxsätra har Björklingeån sitt lopp. Österut ligger de arkeologiskt intressanta Bälinge mossar.
Den så kallade Oxsätravallen, cirka 70 meter över havet, är en strandvall från tiden omkring 5 500 f. Kr.

## Historia
Oxsätra omtalas i skriftliga handlingar första gången 1343 ('in villa Vxsætrum'). Byn omfattade 1540 2 mantal frälse och ett mantal skatte.
Sävastebo omtalas i skriftliga handlingar första gången 1299 ('Sighuastus de Bodhum'), då Sigvast, som namngett byn var faste vid ting i Uppsala. 1452 ärvde Johan Slaweka och hans syskon en gård i Sävastebo, som 1540 omfattade 1 mantal frälse.